# Abu Qutada
Abu Qatada al-Filistini, de nombre Omar Mahmud Othman, nacido en Belén, Cisjordania (bajo ocupación de Jordania) en 1960. Inspirador del atentados del 11 de septiembre de 2001 al encontrarse en el piso de Hamburgo del piloto suicida Mohamed Atta un gran número de vídeos con sus discursos y arengas.
Es considerado el máximo responsable de Al Qaeda en Europa y a través de sus fatwas se le atribuye instigar el asesinato de diversas personas, especialmente en Argelia. Se le considera vinculado al Grupo Salafista para la Predicación y el Combate, al Grupo Islámico Armado y a la secta Takfir Wal Hijra.
También se le relacionó con los autores de los atentados del 11 de marzo en Madrid a través de sus conexiones con Jamal Zougam, Serhane Ben Abdelmajid e Imad Eddin Barakat.